# G.P. Huntley
Pour les articles homonymes, voir Huntley.
G.P. Huntley est un acteur américain né le 26 février 1904 à Boston, Massachusetts (États-Unis), décédé le 26 juin 1971 à Woodland Hills (Californie).

## Filmographie partielle
- 1934 : La mort prend des vacances (Death Takes a Holiday) de Mitchell Leisen
- 1934 : Images de la vie (Imitation of life) de John M. Stahl
- 1935 : Becky Sharp de Rouben Mamoulian et Lowell Sherman
- 1936 : La Flèche d'or (The Golden Arrow) d'Alfred E. Green
- 1936 : Charlie Chan aux courses (Charlie Chan at the Race Track) de H. Bruce Humberstone
- 1936 : La Charge de la brigade légère (The Charge of the Light Brigade) de Michael Curtiz
- 1936 : Go West, Young Man de Henry Hathaway
- 1936 : Héros malgré lui (Sons o' Guns) de Lloyd Bacon
- 1937 : La Tornade (Another Dawn) de William Dieterle
- 1939 : Mr. Moto Takes a Vacation de Norman Foster
- 1939 : Beau Geste de William A. Wellman
- 1939 : La Tour de Londres (Tower of London) de Rowland V. Lee
- 1941 : Shining Victory d'Irving Rapper
- 1941 : Un Yankee dans la RAF (A Yank in the R.A.F.) de Henry King
- 1941 : La Charge fantastique (They Died with Their Boots On) de Raoul Walsh
- 1941 : La Femme aux deux visages (Two-Faced Woman) de George Cukor
- 1942 : L'Inspiratrice (The Great Man's Lady) de William A. Wellman
- 1942 : Margaret de Londres (Journey for Margaret) de W. S. Van Dyke